# Bahuchara Mata

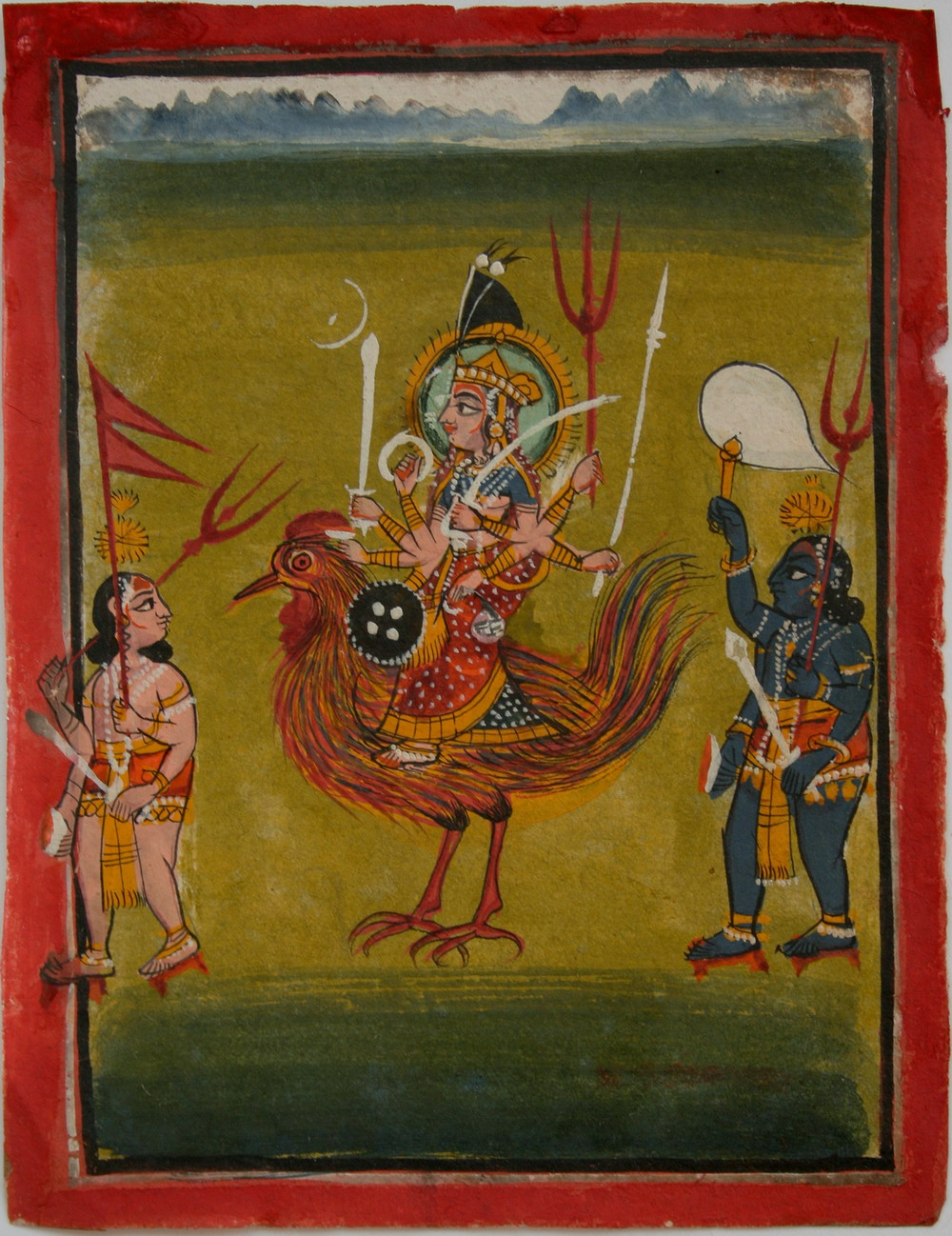
Bahuchara Mata

Bahuchara Mata (Hindi: बहुचरा माता, romanisiert: Bahucarā Mātā; Gujarati: બહુચર માતા) ist eine hinduistische Göttin der Keuschheit und Fruchtbarkeit. Sie gilt als Schutzherrin der Hijra-Gemeinschaften in Indien und wird von diesen verehrt. Ihr Haupttempel befindet sich in der Stadt Becharaji im Bezirk Mehsana in Gujarat, Indien.

## Legenden
In einer der vielen Volkserzählungen, die mit Bahuchara Mata assoziiert werden, war die Göttin einst eine Prinzessin, die ihren Ehemann kastrierte, weil er es dem Ehebett vorzog, in den Wald zu gehen und sich dort „wie eine Frau“ zu benehmen. In einer anderen Erzählung wird der Mann, der versuchte, Bahuchara Mata zu belästigen, mit Impotenz verflucht; ihm wurde erst verziehen, nachdem er seine Männlichkeit aufgab, sich als Frau kleidete und seine Göttin verehrte.

## Darstellung
Das Reittier (vahana) Bahuchara Matas ist ein Hahn, welcher die Unschuld symbolisieren soll, denn die Anhänger der Göttin glauben an Gewaltlosigkeit und erachten das Töten jeglicher Tiere als Sünde; gleichwohl werden der Göttin immer noch Tieropfer dargebracht. Bahuchara Mata wird dargestellt als Frau, die in ihrer rechten oberen Hand ein Schwert trägt, oben links heilige Schriften, und zeigt unten rechts die Handgeste abhay hasta mudra (herabregnende Segnungen), sowie unten links einen Dreizack.

## Verehrung
Der Haupttempel Bahuchara Matas befindet sich in der Kleinstadt Becharaji im Norden des indischen Bundesstaats Gujarat.